# Balázs Imre (festő)
Balázs Imre (Máréfalva, 1931. október 26. – Vác, 2012. április 8.) romániai magyar festő, grafikus, műkritikus.

## Életpályája
A marosvásárhelyi művészeti líceum elvégzése után előbb Bukarestben, majd Kolozsvárt folytatta tanulmányait a Ion Andreescu Képzőművészeti Főiskolán, ahol Bordy András és Miklóssy Gábor voltak a mesterei. Az 1956-os kolozsvári diákmegmozdulásoknak egyik szervezőjeként működött, bebörtönözték, 1959-ben szabadult. A sajtóéletbe műkritikáival és illusztrációival kapcsolódott be. A Hét, az Előre, a Vörös Zászló munkatársaként működött. 1970-től az Új Élet grafikai szerkesztője lett Marosvásárhelyen. Ambrus Imre festőművésszel együtt összeállította az Igaz Szó 1972/11-es képzőművészeti számának grafikai anyagát. 1980-ban kiállították képeit Jeruzsálemben. 1987-ben áttelepült Magyarországra, 1989-től Vácon élt.

## Társasági tagság
- Barabás Miklós Céh

## Díjak, elismerések
- 1983: Országos Tárlat portrédíja (Kodály Zoltán), Bukarest;
- 1988: Országos Tájkép Biennálé, Hatvan, bronzérem;
- 1992: Festészeti I. díj, Vác.